# Baltoro Muztagh
Baltoro Muztagh es una subcordillera del Karakórum. En ella se encuentra el K2 (8.611 m), el segundo pico más alto del mundo. Otros tres ochomiles se encuentran en la subcordillera. Se encuentra en la zona norte y este del Glaciar Baltoro, en Baltistán, que es parte de Gilgit-Baltistán, Pakistán y en Xinjiang, China. Las cimas de la cordillera forman la frontera entre Pakistán y China.

## Ubicación
Baltoro Muztagh se extiende al norte y al este del glaciar Baltoro. En el lado sur del glaciar se encuentran las montañas Masherbrum, Masherbrum, Chogolisa y Baltoro Kangri. Además del grupo de montañas más occidental, en el lado norte del Baltoro Muztagh se encuentra el glaciar Sarpo Laggo, que fluye hacia el valle Shaksgam al noroeste. Este amplio valle forma el límite oriental del grupo montañoso.

## Montañas y glaciares

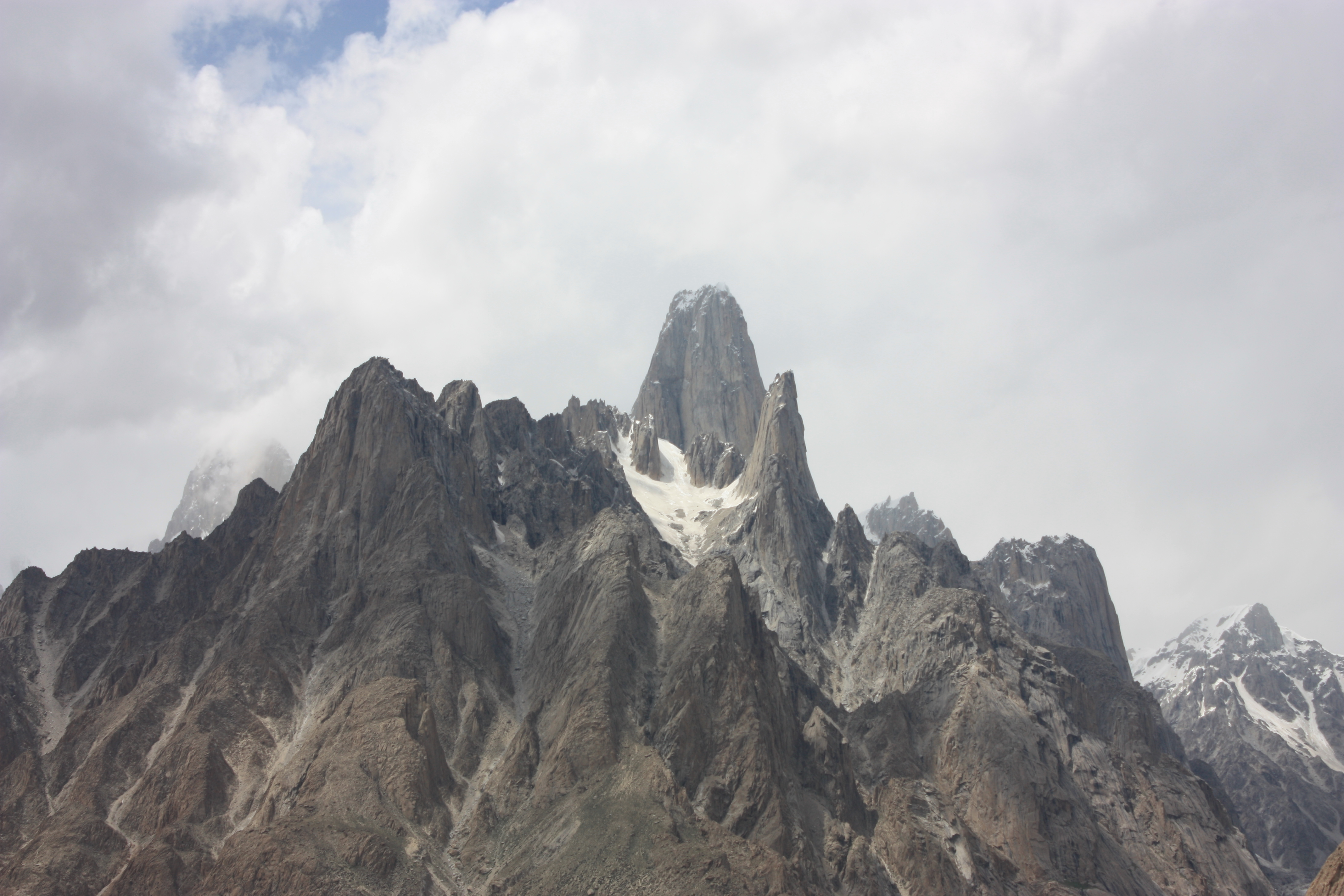
Torre Uli Biaho

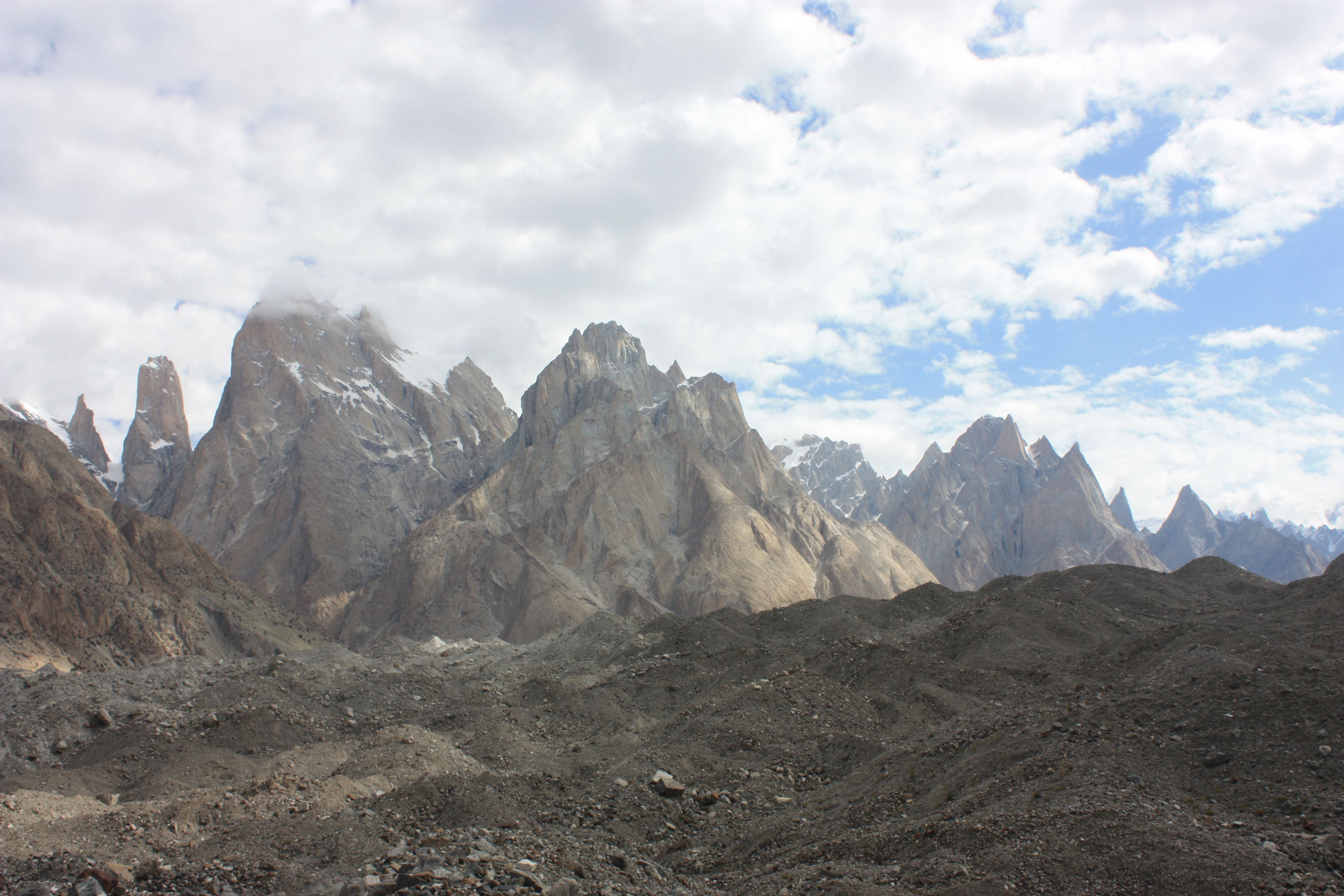
Torre Trango (izquierda), catedral Trango (centro) y segunda catedral (derecha), desde el glaciar Baltoro

El grupo Paiju forma el borde occidental del Baltoro Muztagh. Limita al sur con el río Braldu, que es el desagüe del glaciar Baltoro, y al oeste con el glaciar Panmah y su salida al Braldu. Al norte del grupo Paiju, el glaciar Chiring fluye al este hasta el glaciar Nobande Sobande, brazo oriental del glaciar Panmah. En el lado noreste, entre el glaciar Chiring y Sarppo Lago, se encuentra el paso Muztagh occidental, que marca el límite de las dos subcordilleras Panmah Muztagh al norte, y Baltoro Muztagh al sur.
Al conjunto de Paiju le siguen otros grupos de montañas que están delimitadas por el flujo de los glaciares del lado norte al sur del glaciar Baltoro. El glaciar Trango se encuentra entre el Paiju y el conjunto Trango. Al oriente siguen los glaciares Dunge y Biale (6772 m / 22 217 pies), así como el glaciar Muztagh al extremo norte del paso Muztagh oriental, que ofrece una posible transición al glaciar Sarpo Laggo. La torre Muztagh (7276 m / 23 871 pies ) se encuentra entre el Muztagh y el glaciar Biange. Al oriente de este glaciar se encuentran las montañas del conjunto Savio con el Skil Brum (7410 m / 24 311 pies). Al nororiente de este conjunto se encuentra la montaña más alta de todo el Karakórum, el K2. Al noroeste del K2, fuera de la cresta principal del Karakórum, se encuentran las montañas del grupo Chongtar. Al noreste del K2 se encuentra el Skyang Kangri (7545 m / 24 753 pies) que representa el punto principal del nororiente del Baltoro Muztagh. La cordillera gira hacia el sur, y le sigue el Broad Peak (8051 m) y las demás montañas del conjunto Gasherbrum. En la arista Urdok, la arista Sureste del Gasherbrum I y el Sia Kangri se unen como el punto final suroriente del Baltoro Muztagh. Debido a que el lado sudeste del Sia Kangri alimenta el glaciar de Siachen, la montaña era considerada como parte de la subcordillera Siachen Muztagh.
En el Sia Kangri, la cordillera se conecta a otras tres cadenas montañosas del Karakórum. Al norte se encuentra el collado Indira, al este de la cadena principal del Karakórum continúa al Siachen Muztagh. Al oeste está el collado Conway entre el Sia Kangri y el Baltoro Kangri, que es una de las montañas Masherbrum. El paso Sia (Sia La) en el sur del Sia Kangri conecta las montañas Saltoro con el Baltoro Muztagh. Entre el Sia La y el collado Conway se encuentra un área alimentadora del glaciar Kondus. El valle separa el Saltoro de las montañas Masherbrum. Ambas cordilleras pertenecen al llamado pequeño Karakórum.
Entre el Broad Peak en el sureste, y el conjunto del K2 y el Savioa en el noroeste, el glaciar Godwin-Austen fluye hacia el sur y se une a la Concordia con la entrada del glaciar Balto superior al glaciar Baltoro al sur.

## Picos importantes de Baltoro Muztagh
La siguiente es la lista de picos de Baltoro Muztagh por encima de los 7200 metros de altura y tienen al menos 500 metros de Prominencia
(Criterio habitual para considerar una montaña como independiente).
| Montaña         | altura (m) | Coordenadas                                | Prominencia (m) | montaña padre  | Primera ascensión | Ascensiones (intentos) |
| --------------- | ---------- | ------------------------------------------ | --------------- | -------------- | ----------------- | ---------------------- |
| K2              | 8,611      | 35°52′57″N 76°30′48″E / 35.88250, 76.51333 | 4,017           | Monte Everest  | 1954              | 45 (44)                |
| Gasherbrum I    | 8,080      | 35°43′27″N 76°41′44″E / 35.72417, 76.69556 | 2,155           | K2             | 1958              | 31 (16)                |
| Broad Peak      | 8,051      | 35°48′38″N 76°34′05″E / 35.81056, 76.56806 | 1,701           | Gasherbrum I   | 1957              | 39 (19)                |
| Gasherbrum II   | 8,034      | 35°45′27″N 76°39′11″E / 35.75750, 76.65306 | 1,523           | Gasherbrum I   | 1956              | 54 (12)                |
| Gasherbrum III  | 7,946      | 35°45′34″N 76°38′31″E / 35.75944, 76.64194 | 355             | Gasherbrum II  | 1975              | 2 (2)                  |
| Gasherbrum IV   | 7,932      | 35°45′33″N 76°36′57″E / 35.75917, 76.61583 | 725             | Gasherbrum III | 1958              | 4 (11)                 |
| Skyang Kangri   | 7,545      | 35°55′35″N 76°34′03″E / 35.92639, 76.56750 | 1,060           | K2             | 1976              | 1 (2)                  |
| Skil Brum       | 7,410      | 35°51′03″N 76°25′45″E / 35.85083, 76.42917 | 1,152           | K2             | 1957              | 2 (1)                  |
| Chongtar Kangri | 7,315      | 35°54′46″N 76°25′47″E / 35.91278, 76.42972 | 1,300           | Skil Brum      | 1994              | 1 (1)                  |
| Torre Muztagh   | 7,276      | 35°49′38″N 76°21′39″E / 35.82722, 76.36083 | 1,710           | Skil Brum      | 1956              | 4 (2)                  |

Hay una gran cantidad de picos más pequeños alrededor de la lengua del Glaciar Baltoro con rocas con formas sorprendentes, conocidas por su gran dificultad de escalada. Estas incluyen:
- Gran Trango, 6.286 m
- Torre Trango (sin nombre), 6.239 m
- Torre Uli Biaho, 6.109 m

## Fuente
Jerzy Wala, Esbozos de mapas orográficos: Karakórum: Hojas 1 y 2, Fundación suiza para la investigación alpina, Zúrich, 1990.